# TBC1D13
TBC1D13 (англ. TBC1 domain family member 13) – білок, який кодується однойменним геном, розташованим у людей на 9-й хромосомі. Довжина поліпептидного ланцюга білка становить 400 амінокислот, а молекулярна маса — 46 554.
| 10         |  | 20         |  | 30         |  | 40         |  | 50         |
| ---------- |  | ---------- |  | ---------- |  | ---------- |  | ---------- |
| MSSLHKSRIA |  | DFQDVLKEPS |  | IALEKLRELS |  | FSGIPCEGGL |  | RCLCWKILLN |
| YLPLERASWT |  | SILAKQRELY |  | AQFLREMIIQ |  | PGIAKANMGV |  | SREDVTFEDH |
| PLNPNPDSRW |  | NTYFKDNEVL |  | LQIDKDVRRL |  | CPDISFFQRA |  | TDYPCLLILD |
| PQNEFETLRK |  | RVEQTTLKSQ |  | TVARNRSGVT |  | NMSSPHKNSV |  | PSSLNEYEVL |
| PNGCEAHWEV |  | VERILFIYAK |  | LNPGIAYVQG |  | MNEIVGPLYY |  | TFATDPNSEW |
| KEHAEADTFF |  | CFTNLMAEIR |  | DNFIKSLDDS |  | QCGITYKMEK |  | VYSTLKDKDV |
| ELYLKLQEQN |  | IKPQFFAFRW |  | LTLLLSQEFL |  | LPDVIRIWDS |  | LFADDNRFDF |
| LLLVCCAMLM |  | LIREQLLEGD |  | FTVNMRLLQD |  | YPITDVCQIL |  | QKAKELQDSK |
|            |  |            |  |            |  |            |  |            |

A: Аланін

C: Цистеїн

D: Аспарагінова кислота

E: Глутамінова кислота

F: Фенілаланін

G: Гліцин

H: Гістидин

I: Ізолейцин

K: Лізин

L: Лейцин

M: Метіонін

N: Аспарагін

P: Пролін

Q: Глутамін

R: Аргінін

S: Серин

T: Треонін

V: Валін

W: Триптофан

Кодований геном білок за функцією належить до активаторів гтфаз. 
Задіяний у такому біологічному процесі, як альтернативний сплайсинг. 
Локалізований у цитоплазмі, мембрані.